# ایسپریه
ایسپریه شهری در استان رازگراد کشور بلغارستان است که جمعیت آن در سال ۲۰۰۱ میلادی ۹٬۹۵۳ نفر بوده‌است.